# 1999年リアジェット35墜落事故
1999年リアジェット35墜落事故（1999ねん リアジェット35 ついらくじこ）は1999年にアメリカ合衆国で起きた航空事故である。
1999年10月25日、リアジェット35はチャーター機としてオーランド国際空港からダラス・ラブフィールド空港へ向かっていた。指示された高度までオートパイロットで上昇していたが、急減圧にみまわれて乗員は意識を失った。リアジェットはさらに上昇を続けて北へ向かった。リアジェットはサウスダコタ上空で燃料を使い果たして急降下し、サウスダコタ州アバディーンの沼地付近に墜落した。
乗員2人と、乗客4人の計6人が死亡した。死者の中にはプロゴルファーであるペイン・スチュワートが含まれていた。

## 事故の経緯

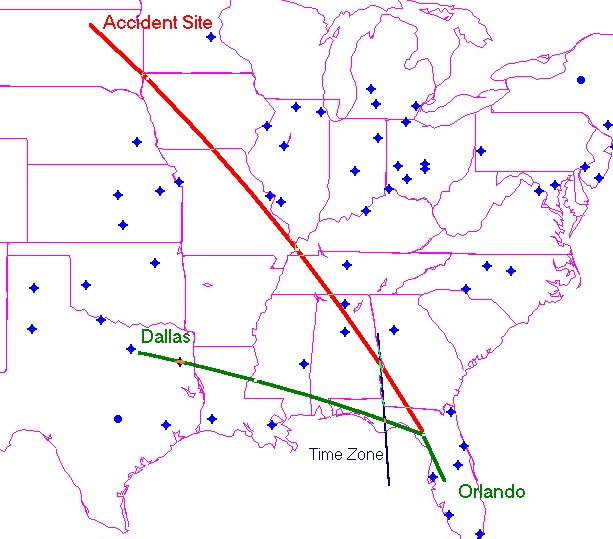
緑の線が本来の飛行ルート、赤の線が事故機が飛んだルート

### 出発
1999年10月25日リアジェット35（N47BA）は、サンジェット・エイヴィエーションのチャーター機としてオーランド国際空港で準備を整えていた。  飛行機は出発前に4時間45分の飛行に十分な量である5,300ポンド (2,400 kg)の燃料を補給していた。機内には2人のパイロットと4人の乗客がいた。
リアジェット35は9時19分（アメリカ東部サマータイム）に離陸した。9時27分13秒、高度39,000フィート（11,900メートル）まで上昇するように管制から指示され、クルーは9時27分18秒（5秒後）に「47 BA フライトレベル390 了解。」と返答した。これがリアジェットからの最後の無線送信となった。この時機体は23,000フィート（7,000メートル）を上昇中であった。6分20秒後、高度36,500フィート（11,100メートル）地点を飛行時に管制官が無線交信を試みたが応答はなく、その後4分30秒間において5回以上通信を試みたが応答はなかった 。

### 最初の追跡
10時54分頃に管制官からの要請でアメリカ空軍第40飛行隊のF-16がリアジェットを追跡し始めた。F-16は高度14,100メートル付近においてリアジェットから約600メートルの距離まで近づき、二度無線で呼び出しを行なったが応答はなかった。F-16のパイロットは、リアジェットの外側に異常が無く、エンジンは両方正常に作動し、赤色衝突防止灯が正常に稼働していることを確認している。しかし、窓は白く曇っており、客室内を見ることができなかった。さらに、操縦室のフロントガラス全体が霜や氷に覆われているかのように曇っていると報告した。F-16のパイロットはリアジェットのパイロットの意識が薄れていることを考え、接近して追い越すことで気流を乱し存在を知らせようとしたが反応はなかった。11時12分、F-16のパイロットはN47BAの追跡を終了した。

### 二度目の追跡
リアジェットの離陸からほぼ3時間後の12時13分にオクラホマ空軍州兵(Oklahoma Air National Guard)の第138飛行隊の2機のF-16が追跡を開始した。コールサインは TULSA 13 flight であった。パイロットは操縦席の動きを見ることができず、第40飛行隊のパイロットと同様にフロントガラスが内側から曇っていることを報告した。数分後、パイロットは、「内部は暗くて何も見えない……パイロットから反応はなく、我々を見たような動きも全く確認できない。」と報告した。F-16は燃料補給のために基地に帰投し、やがて、リアジェットは最大飛行高度48,900フィート（14,900メートル）に達した。

### 三度目の追跡
12時50分頃、ノースダコタ空軍州兵の第119飛行隊から2機のF-16がリアジェット（NODAK 32 flight）を追跡するよう指示された。2機のTULSA 13も給油から復帰し、計4機のF-16はリアジェットに接近した。TULSA 13 のパイロットは「コックピットの窓は氷で覆われており、補助翼・トリムなども動いていない。」と報告した。13時01分ごろ、TULSA 13 はタンカーに戻り、NODAK 32がリアジェット近くに残った。
人口密集地帯に墜落しそうな場合は撃墜命令が出る可能性もあったが、ペンタゴンの当局者は「飛行機の撃墜は選択肢としてありえない。」とその可能性を強く否定し、報道官であるジョー・デラヴェドヴァは「どこから来た噂かわからない」と述べた。

### 墜落

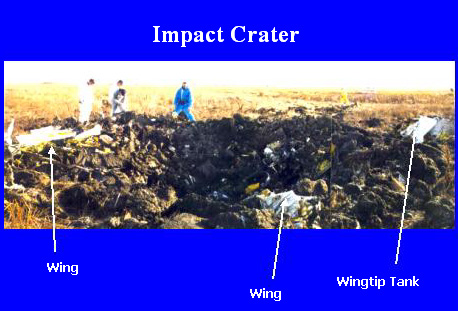
墜落によるクレータ（NTSBより）

リアジェットの残骸から回収されたコックピットボイスレコーダーは墜落30分前から墜落までの音声を記録していた。事故機にはフライトデータレコーダーが装備されていなかった。13時10分41秒、リアジェットのエンジンが停止、それは飛行機の燃料切れを意味していた。さらに、スティックシェーカーの音やオートパイロットのシャットダウン音が記録されていた。エンジンが止まった後もオートパイロットが高度を維持しようとし、飛行機の対気速度が失速するまで低下し、その時点でスティックシェーカーがパイロットに警告し、オートパイロットが自動的にオフになった。
13時11分01秒、リアジェットは右に傾きながら降下していった。13時11分26秒には、F-16のパイロットは西に位置取りながら「目標は降下しており、回転している。制御不能のように見えます...」と報告。F-16のパイロットは急降下し目標を追いかけた。
離陸から約3時間54分後の13時13分、機体はほぼ超音速で急角度で墜落した。墜落地点となったサウスダコタ州エドマンズ郡の地面には、長さ42フィート（13メートル）、幅21フィート（6.4メートル）、深さ8フィート（2.4メートル）のクレーターが残った。残骸は粉々になって飛散しており、機体の原型を留めなかった。これは高高度からの重力落下によって、かなりの力が加わったためである。

## 事故の原因
NTSBは以下のように決定した。
この事故の考えられる原因は、機内の減圧が起きた後に何らかの理由で酸素を得ることが出来なかったためにクルーが無能力になった事である。

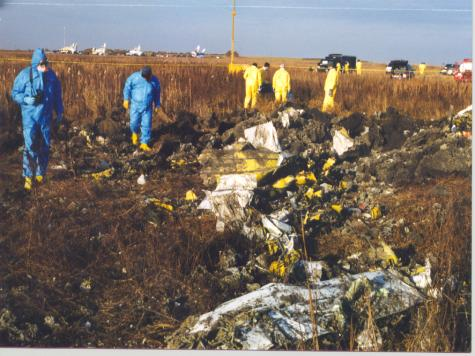
墜落現場での調査

NTSBは酸素を得ることが出来なかった理由を次のように補足した。
減圧後パイロットは、酸素マスクを着ける余裕、時間が無かった。残骸から、圧力調整器の遮断弁が事故の際に開いていることがわかった。さらに、酸素マスクは使用可能の状況で、クルーに十分な酸素を供給できたと判明した。

クルーが酸素マスクをつけることができなかった理由としては、彼らが酸素マスクを着用する前に、低酸素状態のために判断能力が鈍った事があげられた。事故機がいつ減圧に見まわれたのかは分からなかった。したがって、NTSBは、急減圧した可能性と少しずつ減圧した可能性のどちらも支持した。
胴体の破損（小さい穴など）があった場合、キャビンは徐々に、あるいは急速に、減圧する可能性がある。実験により、約30,000フィート（9,100メートル）で急速に減圧した後に判断能力が著しく低下するまでわずか8秒しか余裕が無いことが分かった。
客室高度警報の後、問題解決にあたったりした場合、パイロットは急速に判断能力または運動能力を失ってしまう。

要約すると、NTSBはクルーがなぜ低酸素と意識障害を回避するのに十分な時間および/または十分な濃度の酸素供給を受け取ることができなかったのか、または受けなかったのかを判断することができなかった。

## この事故を扱った番組
- 『メーデー!:航空機事故の真実と真相』 第14シーズン第1話「Deadly Silence」
同番組内において、事故調査官はパイロットたちが酸素欠乏に陥った原因の一端にQRH（クイック・リファレンス・ハンドブック。緊急時にパイロットが参照するマニュアル）の問題を挙げている。
- 『世界が騒然！本当にあった(秘)ミステリー』 テレビ東京、2018年8月10日放送分